# Замок Малахайд
Замок Малахайд (англ. Malahide Castle, ірл. Caisleán Mhullach Íde) — Кашлен Муллах Іде — один із замків Ірландії, розташований у графстві Фінгал, біля селища Малахайд. Основна забудова датується ХІІ століттям. Маєток навколо замку площею 260 акрів землі й нині є регіональним парком-пам'яткою природи.

## Історія замку Малахайд

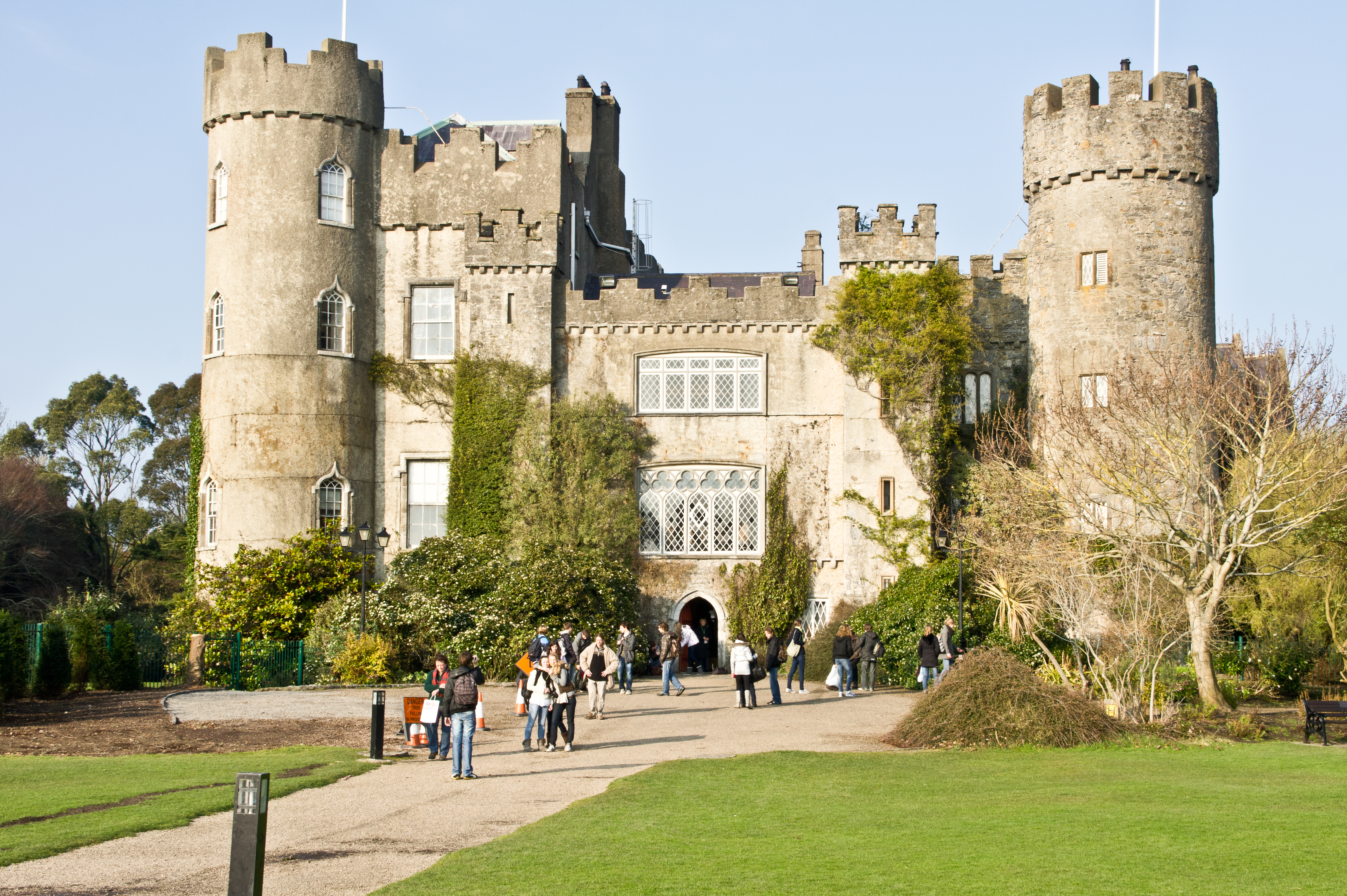
Замок Малахайд.

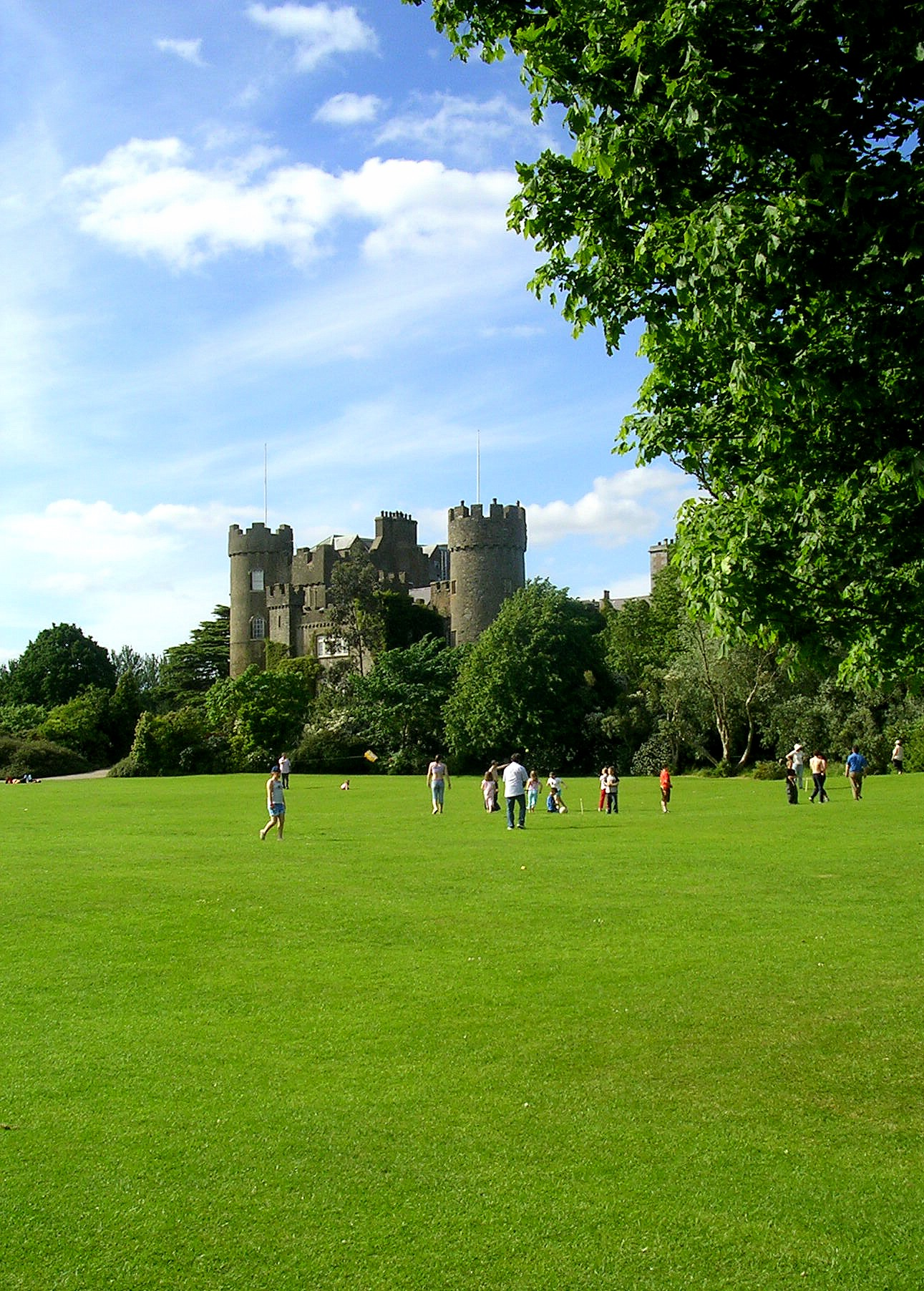
Вид на замок Малахайд з території маєтку.

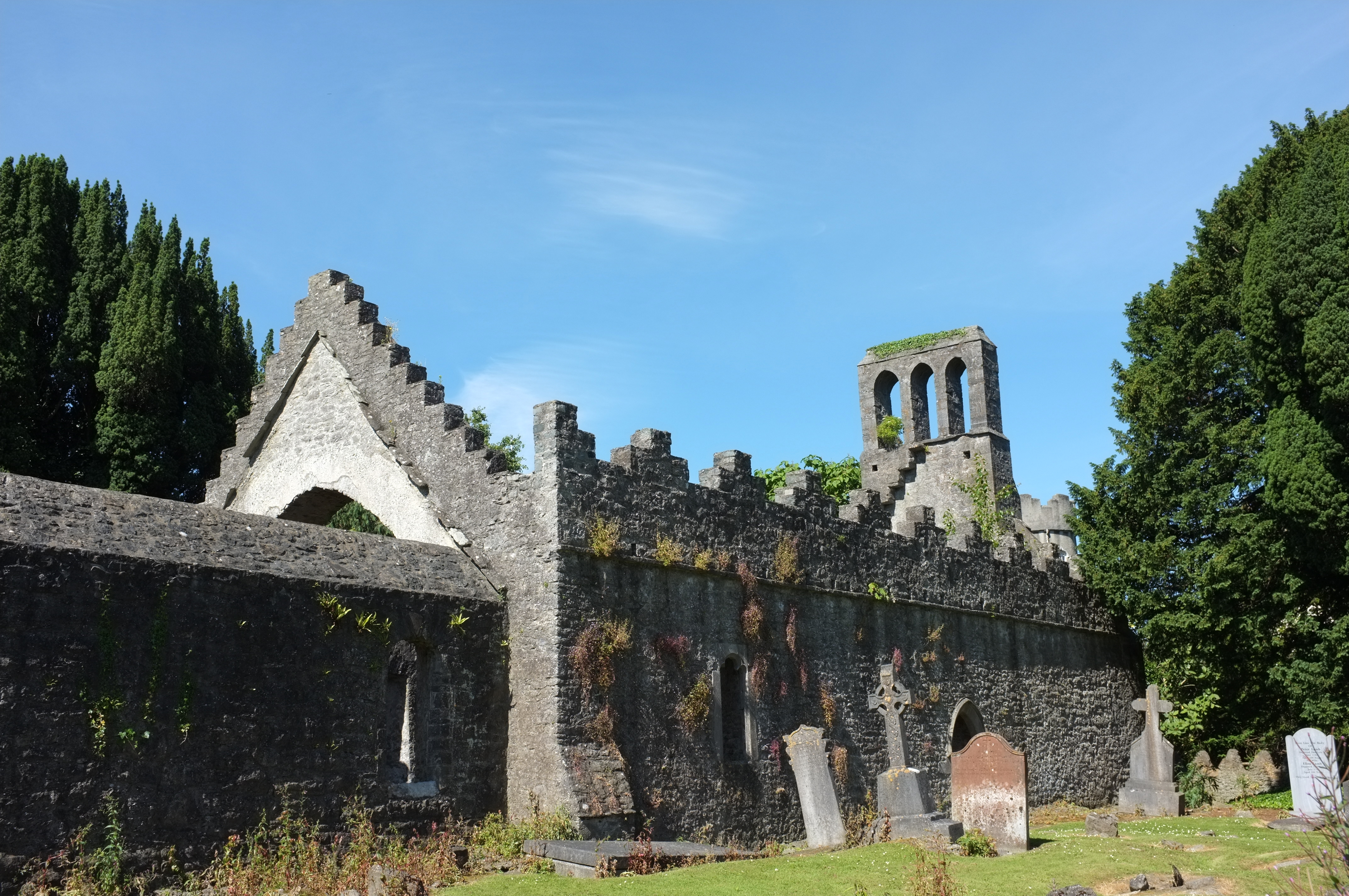
Руїна абатства Малахайд.

Будівництво замку почалось у 1185 році, коли Річард Талбот — лицар, що супроводжував Генріха ІІ в Ірландію в 1174 році отримав у дар від короля землі та гавані Малахайд. Найдавніша частина замку Малахайд була домом для родини Талбот протягом 791 року — з 1185 до 1976 року з єдиною перервою, коли у 1649—1660 роках Олівер Кромвель після завоювання Ірландії конфіскував замок і дарував його Майлзу Корбету. Після смерті Кромвеля Майлза Корбета повісили, а замок повернули родини Талбот. Замок був значно розширений і перебудований за часів правління короля Едварда IV. У 1765 році до замку добудували дві вежі.
Замок залишався у власності родини Талбот не дивлячись на те, що родина Талбот залишалася вірною католицизму до 1774 року, а католики в ті часи в Ірландії були обмежені у правах на власність. Замок залишився у власності родини Талбот не дивлячись на те, що родина підтримала якобітів під час якобітських війн і битви на річці Бойн, не дивлячись на трагічний випадок, коли 14 чоловік з родини Талбот снідали у Великому Залі замку, а через кілька годин всі вони були мертві (очевидно, що були отруєні ворогами).
У 1920-х роках у замку Малахайд були виявлені історичні документи, що належали Джеймсу Босуеллу. Ці документи були продані американському колекціонеру Ральфу Х. Ішаму, що є праправнуком Босуелла — лорда Толбота де Малахайда.
Замок Малахайд і землі після смерті VII барона Талбота в 1973 році перейшов до його сестри Роуз. У 1975 році Роуз продала замок ірландській державі, щоб частково уплатити податки на спадщину. Меблі замку та багато деталей інтер'єру замку були продані заздалегідь, що спричинило скандал, але уряд зумів деякі речі отримати назад.
Замок Малахайд популярний серед туристів. Замок і пам'ятки природи навколо замку належать нині «Фінгал Канті Консіл». Є ще допоміжні партнери — «Шеннон Герітедж» та «Авока Хендвеверс».
Замок можна відвідати за окрему плату. Крім того, можна орендувати готичний Великий Зал для проведення приватних бенкетів чи зустрічей. У замку є ресторація та магазини. Найвідоміші кімнати замку це Дубова Кімната та Великий Холл, які відображають історію родини Талбот.
Крім того, можна відвідати ботанічний сад, що розташований на землях навколо замку, має площу більше 1,6 га і має оранжереї, у тому числі вікторіанської епохи. Багато рослин ботанічного саду привезені з Чилі та Австралії.
Вотчина і маєток Малахайд є одним з небагатьох ландшафтних парків XVIII століття, які дійшли до нашого часу. Парк і ліс можна відвідувати вільно. Крім того, біля замку є спортивний майданчик, кілька футбольних полів, поля для крикету, поле для гольфу, тенісні корти, боулінг.
Раніше в замку був музей Тари, але він переїхав до замку Пауерскорт, що біля Енніскері в 2011 році.
У замку і біля замку проводяться концерти. Зокрема були проведені концерти таких відомих виконавців і груп, як «Арктик Манкіс», «Пінк», «Ол грін анд белл», Джо Кокера.